# Elaine Martins
Elaine Maria Martins de Araújo Chagas, mais conhecida como Elaine Martins (Rio de Janeiro, 5 de março de 1982) é uma cantora e compositora brasileira de música cristã contemporânea, ligada ao movimento pentecostal.

## Biografia
Nascida em um lar evangélico, recebeu incentivo da família e cantava em sua igreja. Entretanto, na adolescência deixou de praticar sua religião, mas voltou logo depois de alguns anos.

## Carreira
Em 2000, lançou seu primeiro trabalho, intitulado "Força Santa", destacando a canção título e "Agradeço ao Senhor", sua primeira canção que foi veiculada em uma rádio. Posteriormente, no ano de 2004, lançou o segundo trabalho chamado "Muda-me" e fez sucesso com a música "Sei, é Bem Assim", no qual foi a primeira canção de sucesso que a cantora emplacou.
Em 2007 lança seu terceiro álbum, "Posso Confiar". Deste, sucessos como "Oceano de Lágrimas" e "Página em Branco". Em 2008 gravou seu primeiro DVD, intitulado "Muda-me", baseando-se no álbum de mesmo nome lançado em 2004. Em 2011, lançou "Vencedor", seu último álbum pela ADUD Music.
Em 24 de abril de 2014 assinou contrato com a MK Music e em junho do mesmo ano lançou o álbum Santificação, um álbum com regravações e inéditas. A canção título ganhou uma versão em videoclipe e em poucas semanas ultrapassou a marca de 10 milhões de visualizações. Em 2016 lança Rompendo, destacando-se a canção título e "Volte a Sonhar", que acumula mais de 150 milhões de visualizações no YouTube .
Em 2017 a cantora lançou o EP "Live Session", constituído por 4 regravações de seus álbuns anteriores, no formato live. Em 2018, após perder João, um de seus gêmeos recém-nascido, lançou o single "Lindo Presente". No mesmo ano, Elaine lança o EP Teu Querer, com 5 canções inéditas além do single lançado anteriormente.
Em 2019, lançou o single "Linda Flor", em homenagem ao dia das mães. Em julho de 2019, a cantora, junta de sua equipe da gravadora MK Music, anuncia a gravação de um DVD em homenagem aos 20 anos de carreira. O DVD "20 Anos" conta com as participações de Cristina Mel, Fernanda Brum e Álvaro Tito. Em outubro de 2019, lança a primeira música de seu projeto 20 anos, "Agradeço ao Senhor", sua primeira música de sucesso. Um mês depois, lançou o segundo single do projeto; "Muda o Meu Coração", com participação da cantora Cristina Mel
Em janeiro de 2020, lança mais um single de seu projeto 20 anos, "Deus te Viu", música inédita de sua autoria. No dia 13 de fevereiro, Elaine lançou o EP Deus Te Viu, reunindo os 3 singles lançados e mais duas faixas inéditas. Em abril de 2020, lançou mais um single do projeto, a regravação do hit "Página em Branco", e no mês seguinte, em comemoração ao dia das mães, o dueto com Fernanda Brum da música "Lindo Presente". Em junho, a cantora lançou a segunda parte do projeto que comemora seus 20 anos, o EP História Linda de Viver.
Em julho de 2020, Elaine Martins lança um EP especial de sua apresentação na live de 10 milhões de inscritos no canal do YouTube de sua gravadora, MK Music. O EP reúne as músicas mais acessadas e o ouvidas da cantora: "Santificação", "Sei, é Bem Assim" e "Volte a Sonhar", além da regravação de "Raridade", hit de Anderson Freire. Em agosto, Elaine lança o single "Oceano de Lágrimas". No mês seguinte, lançou a última parte do seu projeto "20 anos", o EP Cumpra o Seu Chamado. Ainda no segundo semestre do ano, a cantora irá fazer uma colaboração no novo single de  Anderson Freire, na canção "Humilde Rei".
De acordo com a Pro-Música Brasil, a cantora possui um disco de ouro pelo CD Santificação.

## Vida pessoal
Elaine Martins conheceu seu esposo, Oseas Chagas, em um baile funk, quando ela evangelizava no local. Três anos depois, os dois se casaram, em 3 de julho de 2011.
Após sofrer um aborto, a cantora engravidou e no dia 19 de fevereiro de 2015 nasceu Josué, seu primeiro filho. Em 2017, anunciou sua segunda gestação, desta vez de gêmeos. João e Joabe nasceram no dia 28 de novembro de 2017. Depois de uma pneumonia e de sofrer uma parada cardíaca, João veio a falecer, com 8 dias de vida.
A cantora por muitos anos foi membro da Assembleia de Deus dos Últimos Dias, a ADUD do Pastor Marcos Pereira. Em 2016 anunciou que estava deixando sua igreja, e atualmente faz parte da Assembleia de Deus Ministério de Madureira.
Atualmente, a cantora está morando nos EUA. No dia 23 de maio, um acidente envolvendo o carro da sua família (marido e seus dois filhos) colidiram em um carro que havia saído em alta velocidade de um posto de gasolina em Orlando. Seu marido e seus dois filhos ficaram bem e foram levados diretamente para um centro médico. A cantora relatou nas suas redes sociais o ocorrido e agradeceu a Deus, por não estar no carro na hora do acidente e por não ter acontecido nada de grave com sua família. Pois o lado do carro mais atingido foi exatamente o banco de companheiro; também o banco que a cantora sempre sentava, o que fica de lado do motorista (que na momento do acidente era seu marido). 
Mas sua família, está bem e recuperada.
Semanas antes, a cantora também já vinha falado em uma de suas lives no Instagram que se "papai do céu, mandar eu ir embora eu vou" relatou rindo.
Recentemente, foi lançado o single da cantora "Deus Te Consola Outra Vez" pela gravadora MK Music.

## Discografia
Álbuns
- 2000: Força Santa
- 2004: Muda-me
- 2007: Posso Confiar
- 2008: Muda-me
- 2011: Vencedor
- 2014: Santificação
- 2016: Rompendo
- 2018: Teu Querer
- 2020: Deus Te Viu
- 2020: História Linda de Viver
- 2020: Cumpra o Seu Chamado
- 2022: Bastidores da Alma
- 2024: Não Paro de Crer

Outros Álbuns
- 2017: Live Session

Singles
- 2014: Santificação
- 2016: Rompendo
- 2017: Via Dolorosa (part. Michelle Nascimento)
- 2017: O Pai Nosso (The Lord's Prayer part. Marina de Oliveira)
- 2017: Santificação (part. Gisele Nascimento)
- 2018: Lindo Presente
- 2018: Teu Querer
- 2019: Linda Flor
- 2019: Agradeço ao Senhor (ao vivo)
- 2019: Muda o meu Coração (feat. Cristina Mel (Ao Vivo)
- 2020: Deus te Viu (ao vivo)
- 2020: Página em Branco (ao vivo)
- 2020: Lindo Presente (feat. Fernanda Brum (Ao Vivo)
- 2020: Oceano de Lágrimas (ao vivo)
- 2020: O Reino (feat. Álvaro Tito) (ao vivo)

Vendagens
- 2000: Força Santa - 30.000 cópias vendidas
- 2004: Muda-me - 200.000 cópias vendidas
- 2007: Posso Confiar - 80 mil cópias vendidas
- 2011: Vencedor - 20.000 cópias vendidas
- 2014: Santificação - 60.000 cópias vendidas
- 2016: Rompendo - 39.000 cópias vendidas
- 2018: Teu Querer - 6.000 cópias vendidas

## Videografia
Álbuns de vídeo
- 2008: Muda-me - ao vivo
- 2020: 20 Anos - Ao Vivo

### Videoclipes
| Ano  | Música                                                     | Diretor(es)    | Produção                          | Álbum                                   |
| ---- | ---------------------------------------------------------- | -------------- | --------------------------------- | --------------------------------------- |
| 2014 | "Santificação"                                             | Felipe Arcanjo | MK Music                          | Santificação                            |
| 2016 | "Rompendo"                                                 | Felipe Arcanjo | Jaqueline Macedo                  | Rompendo                                |
| 2016 | "Volte a Sonhar"'                                          | Felipe Arcanjo | Jaqueline Macedo                  | Rompendo                                |
| 2016 | "Emanuel (Live Session)"                                   | Felipe Arcanjo | Carla Malafaia e Jaqueline Macedo | Live Session                            |
| 2017 | "O Melhor da Festa (Live Session)"                         | Felipe Arcanjo | Carla Malafaia e Jaqueline Macedo | Live Session                            |
| 2017 | "Tempo de Deus (Live Session)"                             | Felipe Arcanjo | Carla Malafaia e Jaqueline Macedo | Live Session                            |
| 2017 | "Sei, é Bem Assim (Live Session)"                          | Felipe Arcanjo | Carla Malafaia e Jaqueline Macedo | Live Session                            |
| 2017 | "O Pai Nosso (The Lord's Prayer part. Marina de Oliveira)" | Felipe Arcanjo | Carla Malafaia e Jaqueline Macedo | Grandes Encontros MK 30 Anos - Volume 1 |
| 2017 | "Via Dolorosa (part. Michelle Nascimento)"                 | Felipe Arcanjo | Carla Malafaia e Jaqueline Macedo | Grandes Encontros MK 30 Anos - Volume 1 |
| 2017 | "Santificação (part. Gisele Nascimento)"                   | Felipe Arcanjo | Carla Malafaia e Jaqueline Macedo | Grandes Encontros MK 30 Anos - Volume 3 |
| 2018 | "Lindo Presente"                                           | Felipe Arcanjo | Carla Malafaia                    | Teu Querer                              |
| 2018 | "Teu Querer"                                               | Felipe Arcanjo | Carla Malafaia                    | Teu Querer                              |
| 2018 | "Vasos Quebrados (part. Wilian Nascimento)"                | Felipe Arcanjo | Carla Malafaia                    | Teu Querer                              |
| 2018 | "Minha Alma Canta"                                         | Felipe Arcanjo | Carla Malafaia                    | Teu Querer                              |
| 2019 | "O Cirineu"                                                | Felipe Arcanjo | Carla Malafaia                    | Teu Querer                              |
| 2019 | "Linda Flor"                                               | Felipe Arcanjo | Carla Malafaia                    | Nenhum                                  |

## Livros
- 2016: Deus Ainda Realiza Sonhos (audiobless) - MK Books